# Saeng satawat
Saeng satawat (titolo internazionale: Syndromes and a Century) è un film del 2006 diretto da Apichatpong Weerasethakul.